# Tulipan
Tulipan (znanstveno ime Tulipa) je rod zelnatih trajnic s čebulico. Spada v družino lilijevk (Liliaceae).

## Nekaj vrst tulipanov
| - Tulipa acuminata - Tulipa agenensis - Tulipa armena - Tulipa aucheriana - Tulipa batalinii - Tulipa bakeri - Tulipa biflora - Tulipa borszczowii - Tulipa butkovii - Tulipa carinata - Tulipa celsiana - Tulipa clusiana - Tulipa cretica - Tulipa cypria - Tulipa dasystemon - Tulipa didieri - Tulipa dubia - Tulipa edulis - Tulipa ferganica - Tulipa gesneriana - Tulipa goulimyi - Tulipa greigii | - Tulipa grengiolensis - Tulipa heterophylla - Tulipa hoogiana - Tulipa humilis - Tulipa hungarica - Tulipa iliensis - Tulipa ingens - Tulipa julia - Tulipa kaufmanniana - Tulipa kolpakowskiana - Tulipa kurdica - Tulipa kuschkensis - Tulipa lanata - Tulipa lehmanniana - Tulipa linifolia - Tulipa marjolettii - Tulipa mauritania - Tulipa micheliana - Tulipa montana - Tulipa orphanidea - Tulipa ostrowskiana - Tulipa platystigma - Tulipa polychroma | - Tulipa praecox - Tulipa praestans - Tulipa primulina - Tulipa pulchella - Tulipa retroflexa - Tulipa saxatilis - Tulipa sharonensis - Tulipa sprengeri - Tulipa stapfii - Tulipa subpraestans - Tulipa sylvestris (gozdni tulipan) - Tulipa systola - Tulipa taihangshanica - Tulipa tarda - Tulipa tetraphylla - Tulipa tschimganica - Tulipa tubergeniana - Tulipa turkestanica - Tulipa undulatifolia - Tulipa urumiensis - Tulipa urumoffii - Tulipa violacea - Tulipa whittalli |

## Tulipani v beletristiki
Bojan-Ilija Schnabl: Magnolija in tulipani, Pripovedi in resnične pravljice s Celovškega polja. Celovec, Založba Drava, 2014, 72 str., ISBN 978-3-85435-740-7.